# Gesaltza Añana / Salinas de Añana
Gesaltza Añana / Salinas de Añana (baskiska: Gesaltza Añana) är en ort i Spanien.   Den ligger i provinsen Araba / Álava och regionen Baskien, i den norra delen av landet, 270 km norr om huvudstaden Madrid. Gesaltza Añana / Salinas de Añana ligger 576 meter över havet och antalet invånare är 184.
Terrängen runt Gesaltza Añana / Salinas de Añana är kuperad. Runt Gesaltza Añana / Salinas de Añana är det glesbefolkat, med 17 invånare per kvadratkilometer. Närmaste större samhälle är Miranda de Ebro, 13,2 km söder om Gesaltza Añana / Salinas de Añana. Trakten runt Gesaltza Añana / Salinas de Añana består till största delen av jordbruksmark.